# Chris Davidson (surfista)
Chris Davidson (Sidney, Australia, 1 de enero de 1978-Kempsey, Nueva Gales del Sur, 24 de septiembre de 2022) fue un surfista profesional australiano.

## Vida y Carrera
Davidson nació en el suburbio norteño de North Narrabeen  Sydney.
La carrera temprana de Davidson se tambaleaba debido a las constantes lesiones, problemas familiares y abusos de drogas. A fines de la década del 2000, se puso en manos de un psiquiatra y con esos consejos, cambió su carrera y ganó varios torneos.
Davidson compitió en el Men's Championship Tour en el 2010 y el 2011. Su mejor resultado fue tercero detrás de Kelly Slater en el Rip Curl Pro Portugal 2010; ocupó el puesto 14 en general en la gira mundial del 2010.

## Fallecimiento
El 24 de septiembre del 2022, Davidson recibió un puñetazo en el club de campo de uso múltiple South West Rocks Country Club en South West Rocks, Nueva Gales del Sur, lo que provocó que cayera al suelo y se golpeara la cabeza contra el pavimento. Fue llevado al Hospital distrital de Kempsey, donde falleció poco tiempo después a los 44 años. Grant Coleman, de 42 años, fue arrestado más tarde y acusado de agresión con resultado de muerte, y se le negó la libertad bajo fianza a la espera del juicio de rigor.